# Беррінгтон (Нью-Джерсі)
Беррінгтон (англ. Barrington) — місто (англ. borough) в США, в окрузі Кемден штату Нью-Джерсі. Населення — 7075 осіб (2020).

## Географія
Беррінгтон розташований за координатами 39°52′8″ пн. ш. 75°3′5″ зх. д. / 39.86889° пн. ш. 75.05139° зх. д. (39.868933, -75.051395).  За даними Бюро перепису населення США в 2010 році місто мало площу 4,16 км², уся площа — суходіл.

## Демографія
Згідно з переписом 2010 року, у селищі мешкали 6983 особи в 2988 домогосподарствах у складі 1804 родин. Було 3158 помешкань
Расовий склад населення:
| - 89,6 % — білих - 5,1 % — чорних або афроамериканців - 1,7 % — азіатів - 0,2 % — корінних американців - 1,5 % — осіб інших рас |

До двох чи більше рас належало 1,9 %. Частка іспаномовних становила 5,4 % від усіх жителів.
За віковим діапазоном населення розподілялося таким чином: 20,8 % — особи молодші 18 років, 63,4 % — особи у віці 18—64 років, 15,8 % — особи у віці 65 років та старші. Медіана віку мешканця становила 40,7 року. На 100 осіб жіночої статі у селищі припадало 94,1 чоловіків;  на 100 жінок у віці від 18 років та старших — 89,7 чоловіків також старших 18 років.
Середній дохід на одне домашнє господарство  становив 75 764 долари США (медіана — 61 711), а середній дохід на одну сім'ю — 90 750 доларів (медіана — 83 100). Медіана доходів становила 60 558 доларів для чоловіків та 50 229 доларів для жінок. За межею бідності перебувало 6,4 % осіб, у тому числі 0,6 % дітей у віці до 18 років та 13,5 % осіб у віці 65 років та старших.
Цивільне працевлаштоване населення становило 3556 осіб. Основні галузі зайнятості: освіта, охорона здоров'я та соціальна допомога — 26,6 %, роздрібна торгівля — 15,1 %, науковці, спеціалісти, менеджери — 10,7 %, мистецтво, розваги та відпочинок — 9,9 %.